# La duda
La duda  é uma telenovela mexicana exibida pela Azteca e produzida por Elisa Salinas em 2002. 
Foi protagonizada por Silvia Navarro e Omar Germenos com antagonização de Víctor González.

## Elenco
- Silvia Navarro ... Victoria
- Omar Germenos ... Gabriel
- Víctor González ... Julián
- Sergio Bustamante ... Adolfo
- Julieta Egurrola ... Teresa
- Leonardo Daniel ... Jorge
- Saby Kamalich ... Elvira
- Elizabeth Cervantes ... Valentina
- Marta Aura ... Azucena
- Pedro Sicard ... Arturo
- José Carlos Rodríguez ... Mario
- Adriana Parra ... Jacinta
- Alejandra Lazcano ... Graciela
- Martín Altomaro ... Luis
- Ana Laura Espinosa ... Romualda
- Ángeles Cruz ... Dominga
- Luisa Dander ... Tachita
- Marco Treviño ... Martín
- Socorro de la Campa ... Rosa
- Andrés Palacios ... Chimino
- Alberto Casanova ... Lencho
- Carolina Carvajal ... Carolina
- Arleta Jeziorska ... Florenza
- Alejandro Lukini ... Humberto
- Jesús Ochoa ... Santiago
- Fabiana Perzabal ... Karla
- Maribel Rodríguez ... Margarita
- María Rojo ... Amelia
- Daniela Spanic ... Blanca